# Нураділов Ханпаша Нураділович
Ханпаша (Хампаша) Нураділович Нураділов (чеч. Нурадилан-кӏант Нурадилов Хампáша; 6 липня 1924 (1920 року), село Яриксу-Аух, Дагестанська АРСР, РРФСР — 12 вересня 1942, Серафимович, Сталінградська область, РРФСР, СРСР) — кулеметник, командир кулеметного взводу, Герой Радянського Союзу, учасник Великої Вітчизняної війни. Знищив понад 920 німецьких солдатів, 7 кулеметних розрахунків, узяв у полон 12 солдатів супротивника . Чотири рази представлявся до звання Героя Радянського Союзу . Вважається найрезультативнішим радянським кулеметником Великої Вітчизняної війни .

## Біографія

### Дитинство
Народився 1924 року в селищі Яриксу-Аух (у джерелах помилково місце народження вказується Мінай-Тугай) Хасав'юртівського району Дагестанської АРСР.
За національністю чеченець. Представник чеченського тайпу чентій.
Він був третьою дитиною в аухівській селянській родині Нураділа та Гізару. 1926 року помер батько сімейства Нураділ, а 1927 року — мати Гізару. Хлопчики залишилися повними сиротами. У 1930 брати Хункарпаша, Мухтарпаша та Ханпаша перебралися з селища Яриксу-Аух у сусіднє селище Мінай-Тугай до родичів.

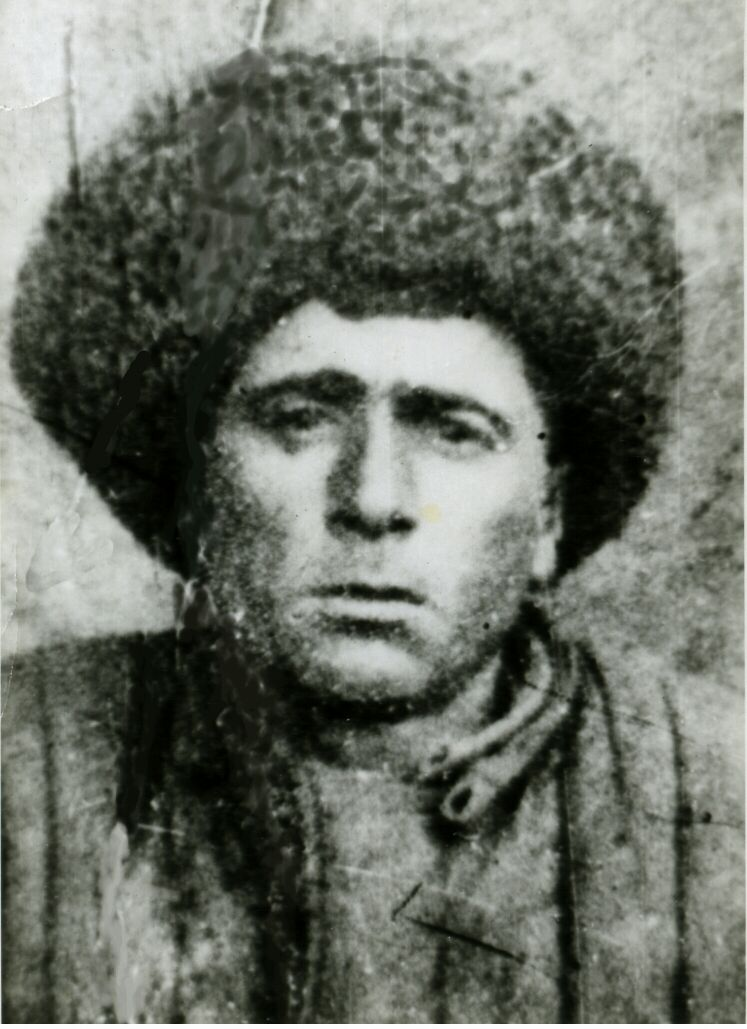
Хункарпаша Нураділов, старший брат Ханпаші.

У тому ж році старший брат Ханпаші, Хункарпаша, пішов до Хасав'юрта і намагався розпочати самостійне життя, розуміючи, що родичам, у яких вони проживають, і так нелегко. Тим часом Ханпаша пішов до початкової школи селища Мінай-Тугай.
Інший брат Ханпаші, Мухтарпаша пішов навчатися на курси бригадирів у село Юрт-Аух (нині с. Калінінаул). За деякий час Мухтарпаша влаштував брата Ханпашу до школи-інтернату в селищі Акташ-Аух (нині с. Ленінаул) щоб він був якомога ближче до нього. У 1936 році брати Мухтарпаша і Ханпаша переселилися на нафтоперегонну базу нафтопроводу Грозний — Махачкала Хасав'юртівського району на трасі Баку-Ростов (згодом ДУП Новолакське РТП), братам було виділено кімнатку в гуртожитку нафтокачки. Старший із братів, Мухтарпаша, працював на нафтобазі. Малолітній брат Ханпаша став доглядати худобу і коней.

### Служба
У 1938 році Мухтарпашу призвали до Робітничо-селянської Червоної Армії. Не розуміючи, що робити з малолітнім Ханпашем, він, за порадою працівників нафтобази, приніс із Мінай-Тугайської сільради довідку про Ханпашу, додавши 2 роки до його віку. Так, 14-річний Ханпаша (за довідкою — 16-річний) почав працювати спочатку олійником, а потім — помічником машиніста на базі.
Мухтарпаша Нураділов брав участь у радянсько-фінській зимовій кампанії 1939—1940 років, отримав важке поранення, провів кілька місяців у шпиталях країни та був демобілізований восени 1940 року.
Ханпаша, бачачи приклад свого старшого брата, також рвався до лав РСЧА, але він ще не досяг призовного віку, через що йому кілька разів відмовляли. І все ж таки, після неодноразових «походів» у військовий комісаріат міста Хасав'юрт, він домігся свого — 23 жовтня 1940 року його направили до 34-го кавалерійського полку 3-ї Бессарабської кавалерійської дивізії імені Г. І. Котовського, де призначили на посаду їздового кулеметного розрахунку. Із перших днів Німецько-радянської війни 34-й кавалерійський полк опинився в зоні бойових дій. З самого початку Ханпаша Нураділов виявив себе рішучим, сміливим та кмітливим солдатом. Бойове хрещення здобув у боях в Україні, за Дніпром.
Під час Німецько-радянської війни служив командиром кулеметного взводу 5-ї гвардійської кавалерійської дивізії. У першому бою біля села Захарівка (Україна) Нураділов, залишившись один зі свого розрахунку, будучи пораненим, зупинив наступ німецьких військ, знищивши зі свого кулемета 120 військовослужбовців вермахту та 7 взяв у полон. У січні 1942 року при атаці біля села Толстого Нураділов зі своїм кулеметом висунувся вперед, розчищаючи шлях піхоті. У цьому бою він винищив 50 німців і придушив 4 кулемети супротивника. За цей подвиг був нагороджений орденом Червоної Зірки і йому було надано звання сержанта. У лютому 1942 року під час боїв за населений пункт Щигри (Курська область) розрахунок Нураділова було виведено з ладу. Поранений у руку, він залишився за кулеметом та знищив до 200 німців. Навесні 1942 року після одного з боїв при наступі на село Байрак командир ескадрону особисто нарахував 300 німецьких солдатів, убитих кулеметом Нураділова. За цей подвиг Ханпаша був нагороджений орденом Червоного Прапора.

### Останній бій
У ході Сталінградської битви у вересні 1942 року під час боїв у районі міста Серафимович Сталінградської області Нураділов командував кулеметним взводом. Важко поранений, він не залишив поле бою, знищивши 250 німців та 2 кулемети. Загинув у цьому бою 12 вересня 1942 року.
Останній бій Ханпаша прийняв на знаменитій висоті 220 на лівому березі річки Дон, на підступах до Сталінграда. 12 вересня 1942 року на висоті спалахнув страшний бій. Німці кинули на позиції радянських солдатів велику кількість танків. Кулемет Ханпаші Нураділова стріляв не перестаючи, відсікаючи від танків німецьку піхоту. Несподівано пролунав сильний вибух, розрив від танкового снаряда перекинув і кулемет, і сержанта Ханпашу.
21 жовтня 1942 року у фронтовій газеті «Червона Армія» вийшов матеріал, присвячений Нураділову. У газеті йшлося:
|  | Доблесний лицар нашої Вітчизни. Безсмертний герой Кавказу, син сонця, орел орлів, кулеметник-комсомолець Ханпаша Нурадилов... Зі свого кулемету Нурадилов знищив 920 німців, захопив 7 ворожих кулеметів і 12 фашистів узяв у полон. |

Похований на площі у центрі станиці Буканівська Кумилженського району Волгоградської області.
Указом Президії Верховної Ради СРСР «Про присвоєння звання Героя Радянського Союзу керівному та рядовому складу Червоної Армії» від 17 квітня 1943 року за «зразкове виконання бойових завдань командування на фронті боротьби з німецькими загарбниками і виявлені при цьому відвагу і геройство» Союзу. У нагородному листі була вказана невірна національність — азербайджанець.

## Нагороди

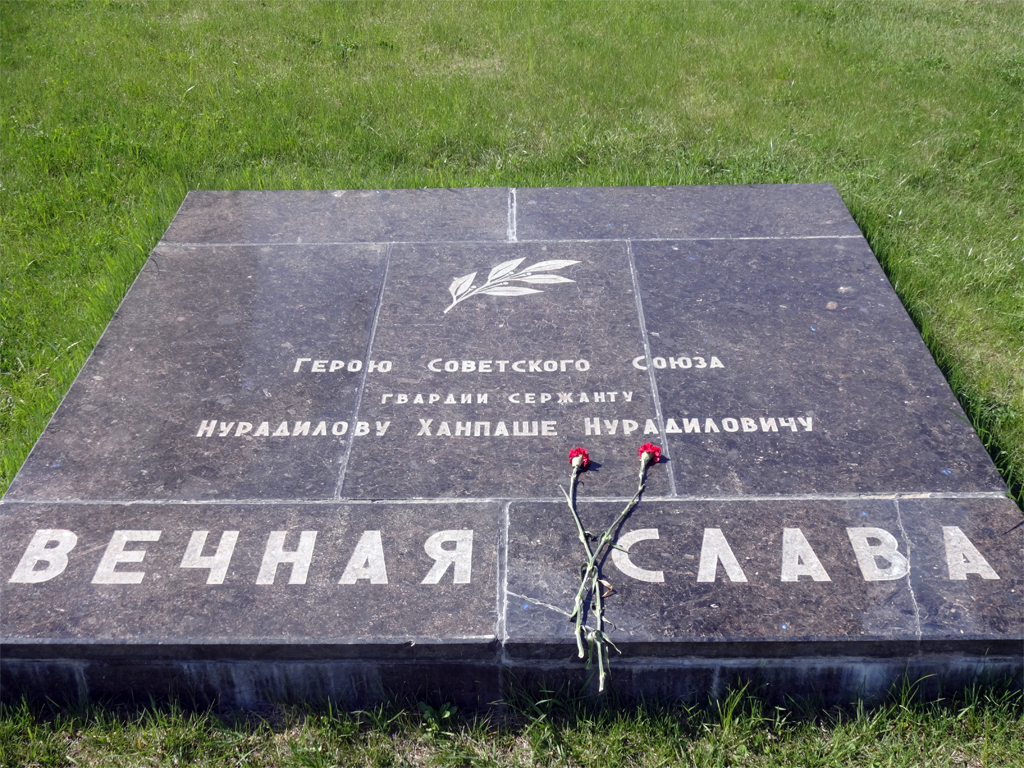
Меморіальна плита Х. Н. Нураділова на Мамаєвому кургані у Волгограді

- Герой Радянського Союзу (17 квітня 1943, посмертно).
- Орден Леніна (1943, посмертно).
- Орден Червоного Прапора (1942).
- Орден Червоної Зірки (1942).

### Передача нагород
У 2017 році державні нагороди Героя Радянського Союзу Ханпаші Нураділова були передані на постійне зберігання до Меморіального комплексу Слави імені Ахмата Кадирова .
На постійне зберігання було передано:
1. Медаль «Золота Зірка» із книжкою Героя Радянського Союзу;
2. Орден Леніна із посвідченням;
3. Орден Червоної Зірки із посвідченням.

На урочистій церемонії, присвяченій передачі державних нагород, взяли участь члени Уряду та Парламенту Чечні, міністерств і відомств, громадських організацій Чечні, а також численні родичі Ханпаші Нураділова, які приїхали з історичної батьківщини Ханпаші — Аух.

Міністр культури Чечні Хож-Бауді Дааєв передав нагороди племіннику Героя Радянського Союзу — Асрудію Нураділову, який у свою чергу передав до Фонду музею Меморіального комплексу Слави ім. Ахмата-Хаджі Кадирова.

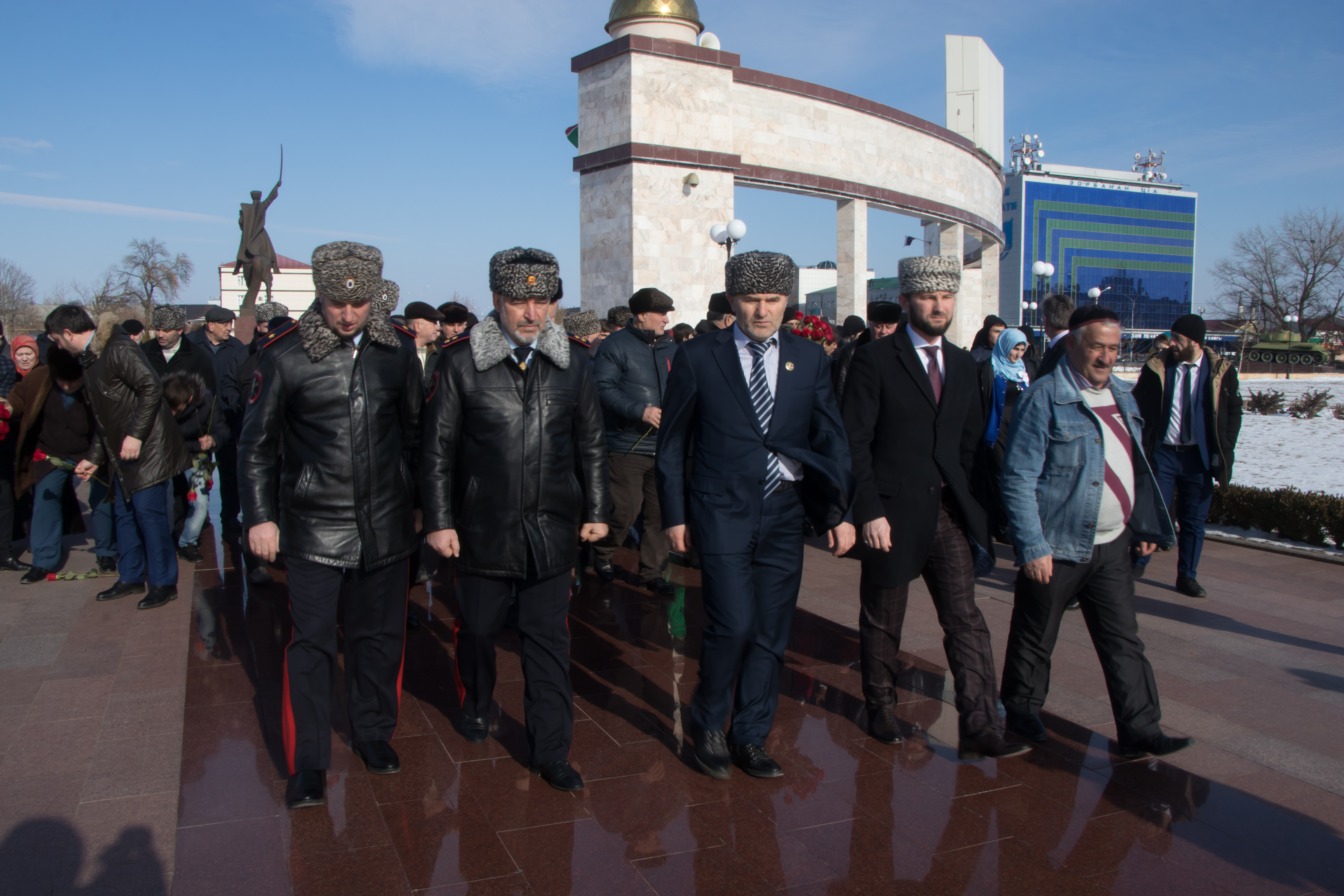
На урочистій церемонії, присвяченій передачі державних нагород Ханпаші Нураділова
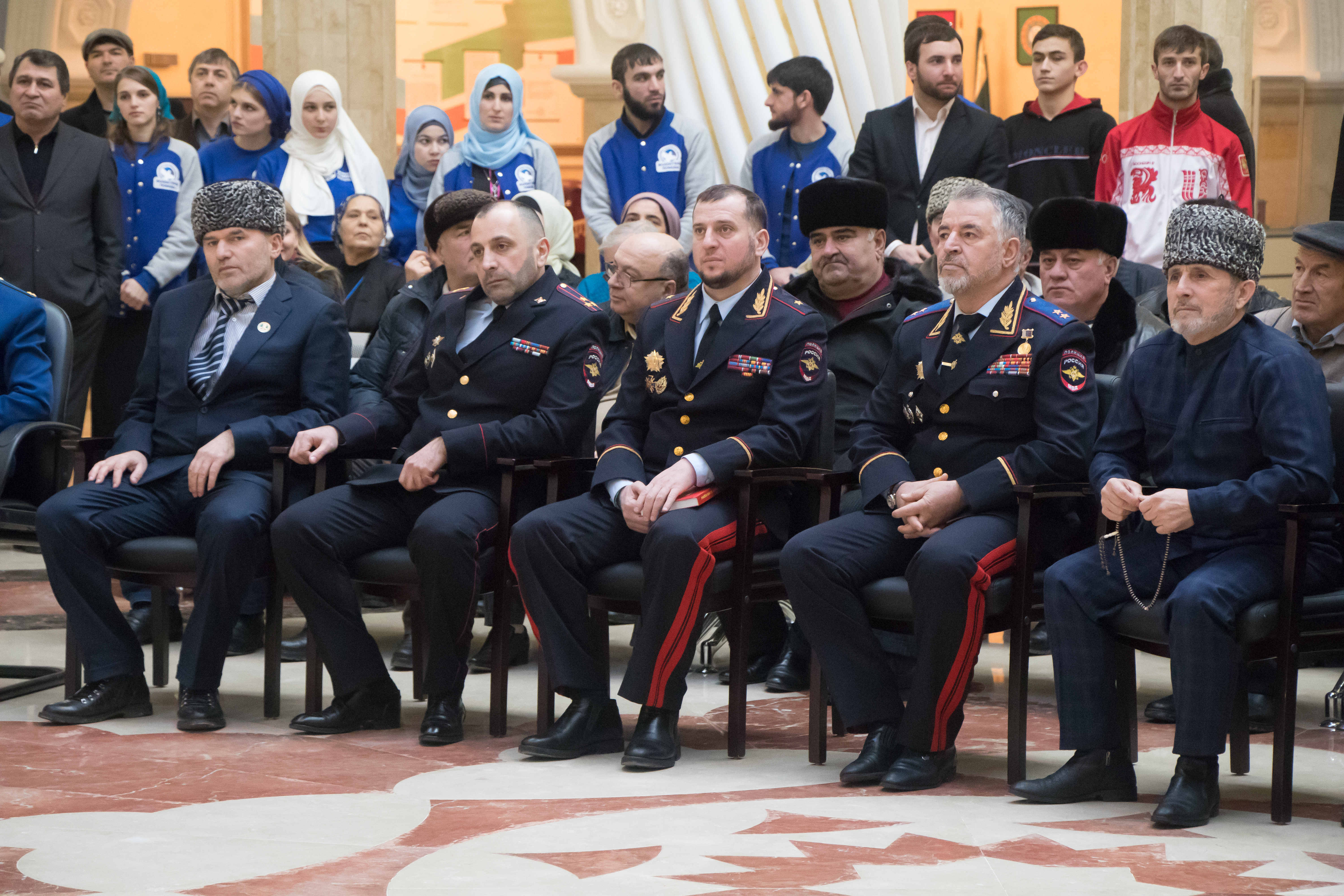
На урочистій церемонії, присвяченій передачі державних нагород Ханпаші Нураділова
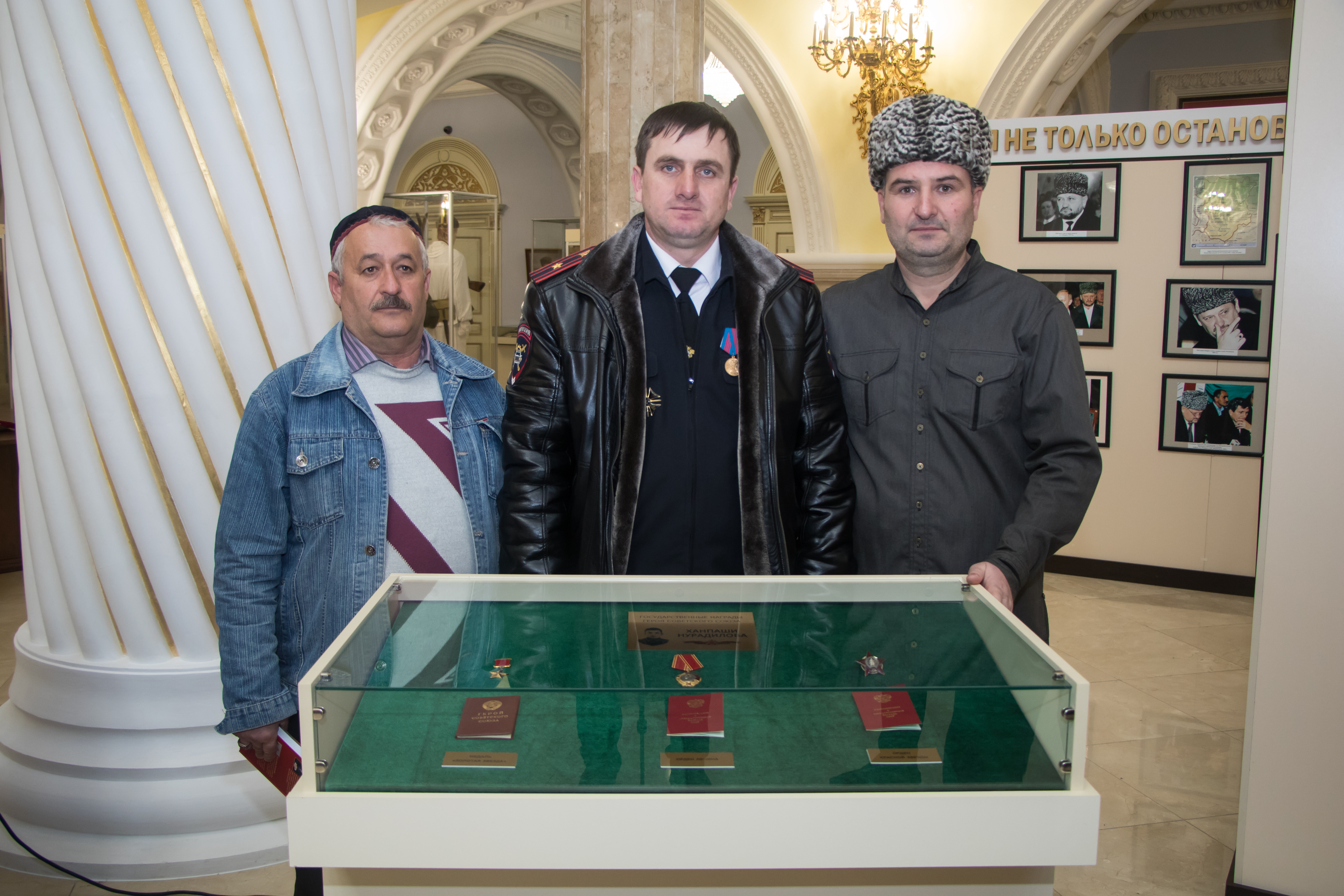
На урочистій церемонії, присвяченій передачі державних нагород Ханпаші Нураділова
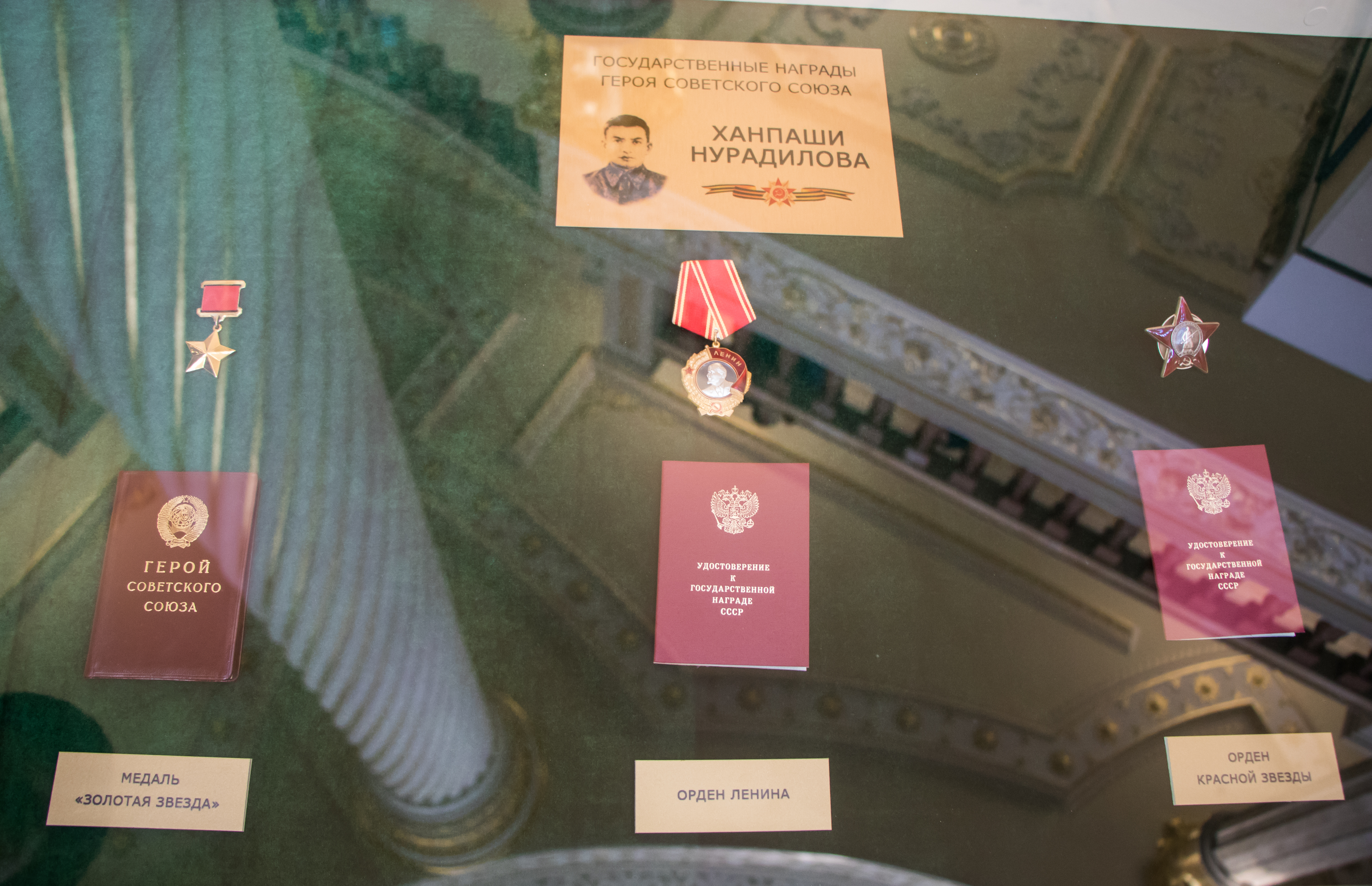
Нагороди Ханпаші Нураділова

## Пам'ять

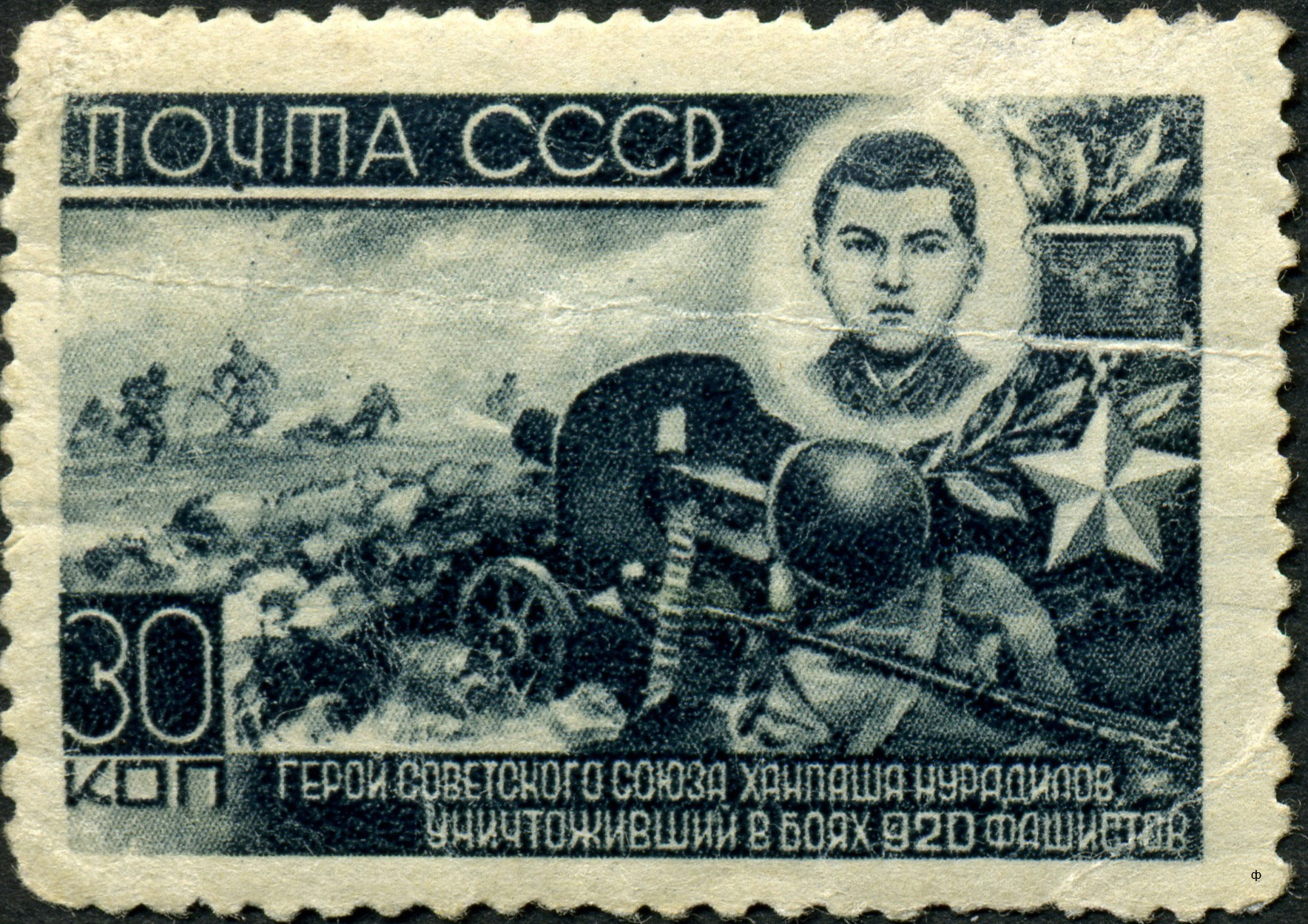
Поштова марка, присвячена Х. Нураділову (СРСР, 1944 рік, (ЦФА [АТ «Марка»] # 923; Sc # 947))

- Ім'я Героя Радянського Союзу Ханпаші Нураділова присвоєно установам культури та освіти, підприємствам та вулицям у містах та селах Чечні та Дагестану[3].
- У селищі Стара Сунжа м. Грозного на території колишньої колонії для неповнолітніх установлено першу пам'ятку Ханпаші Нураділову.
- У меморіальному комплексі на Мамаєвому Кургані є меморіальна плита Ханпаші Нураділова.
- У квітні 2008 року у селищі Гаміях Новолакського району Дагестану було урочисто відкрито пам'ятник Х. Нураділову.
- Із метою увічнення пам'яті Ханпаші Нураділова у 2015 році в Хасав'юрті створено «Регіональний громадський фонд імені Героя Радянського Союзу Ханпаші Нураділова»[18].
- Пам'ятник на могилі Ханпаші Нураділова у станиці Буканівській, установлений чеченською діаспорою Волгоградської області[19].
- У 1942 році ім'ям Ханпаші Нураділова названо Чеченський драматичний театр.
- У 1944 році в СРСР була випущена поштова марка, присвячена Х. Нурадилову (ЦФА [АТ «Марка»] # 923; Sc # 947) .
- У 1955 і 1987 роках у СРСР було випущено два поштові конверти, присвячені Ханпаші Нураділову.
- У 1964 році Указом Президії ЗС РРФСР село Дауд-Отар перейменовано в Нураділово[20] на честь Ханпаші Нураділова.
- У вітальній промові ветеранам у 2007 році президент Чеченської республіки Рамзан Кадиров нагадав про Нураділова, зазначивши, що «подвиг учасників Великої Вітчизняної війни — вічний приклад сили духу і дружби народів — надихає на досягнення високих цілей: зміцнення могутності нашої Батьківщини — Російської Федерації»[21].
- Його ім'ям названі вулиці в селі Адільотар Хасав'юртівського району та в селі Ленінаул Казбеківського району Республіки Дагестан, Волгограді[22], Балансу, Грозному, Гудермесі, Махачкалі, Хасав'юрті, Малгобеку, Пседахі та Старі Атаги.
- 9 травня 2018 року в центрі Грозного було відкрито пам'ятник Ханпаші Нураділову. Пам'ятник відлитий із бронзи, заввишки 2,6 метра і встановлений на гранітній основі[23][24][6].

### У культурі
- Ханпаша Нураділов зображений на панорамі «Сталінградська битва»[25].
- Євген Долматовський написав «Песню о Ханпаше Нурадилове» на мотив пісні «Крутится, крутится шар голубой»[26][27]:

|                                                                          | Крутится, вертится, бьёт пулемёт, |
| — Лёг Нурадилов с «Максимом» своим. , Немцев безжалостно косит «Максим». |                                   |

- Поет Микола Сергєєв присвятив Ханпаші Нураділову поему «Солнце в крови»[28].
- Поет Магомет Сулаєв у 1943 написав поему «Солнце победит», присвячену Нураділову[29].
- Подвигу Ханпаші Нураділову присвячена п'єса Абдул-Хаміда Хамідова «Лійрбоцурш» (чеч. «Безсмертні»). У 1967 році на республіканському конкурсі художніх творів ця п'єса, поставлена Чеченським драматичним театром, була відзначена другою премією та дипломом І ступеня Міністерства культури РРФСР.

#### Фільми
- У 1986 році на кіностудії «Азербайджанфільм» був знятий художній фільм «У сімнадцять хлоп'ячих років», що розповідає про героїзм Ханпаші Нураділова[30].
- За підтримки Міністерства культури Російської Федерації на початку 2018 року почалися зйомки фільму про Ханпашу Нураділова «Висота 220». Режисер — Леонід Пляскін, місця зйомок — Чечня та Санкт-Петербург. У прокат фільм вийшов 2019 року[31].